# William Brouncker
William Brouncker, 2nd Burggraaf Brouncker (Castlelyons (Ierland), 1620 – Westminster (Londen, Engeland), 5 april 1684) was een Engelse wiskundige.
Brouncker studeerde af aan de Universiteit van Oxford in 1647. He was een van de oprichters van de Royal Society en de eerste voorzitter. In 1662 werd hij raadsman van  Catherina van Braganza, en daarna directeur van het St. Catharine Ziekenhuis.  Zijn wiskundige werk bestond voornamelijk uit het berekenen van de lengtes van de parabool en van de kwadratuur van de cirkel, de hyperbool. Hiervoor zijn benaderingen nodig van natuurlijke logarithmische functies. Hij was de eerste in Engeland die zich interesseerde voor dit soort wiskunde. Hij zette het werk van John Wallis voort en deed veel ontwikkeling aan de berekening van pi.
Hij had veel interesse in de theorie van muzieknoten. In 1653 publiceerde hij een Engelse vertaling van het werk Musicae Compendium van René Descartes en voegde daarbij eigen werk toe zodat het in omvang verdubbelde.
Nadat Brouncker zich had onderscheiden als scheepsontwerper (hij ontwierp een jacht voor de koning), werd hij in 1664 aangesteld als Commissaris van de "Navy Board" waarvan Samuel Pepys de secretaris was. Deze had bij aanvang een goede opinie van de capaciteiten van Brouncker. Pepys zou later voorzitter van de Royal Society worden.

## Brouncker's formule
Brouncker vond deze formule voor π als een kettingbreuk in 1656:
{\displaystyle {\frac {\pi }{4}}={\cfrac {1}{1+{\cfrac {1^{2}}{2+{\cfrac {3^{2}}{2+{\cfrac {5^{2}}{2+{\cfrac {7^{2}}{2+{\cfrac {9^{2}}{2+\ddots }}}}}}}}}}}}}
Ze convergeert echter langzaam en is niet praktisch bruikbaar voor de berekening van π.
1. ↑  Find a Grave.